# Para los arqueólogos del futuro
Para los arqueólogos del futuro es el noveno disco oficial de Congreso, grabado y editado por Alerce en 1989. Es un disco que continúa y perfecciona el estilo generado por el grupo en su disco anterior Estoy que me muero tras el regreso del vocalista y voz paradigmática del grupo, Francisco Sazo, más las incorporaciones de Jorge Campos en el bajo y Jaime Vivanco en los teclados. 
A los pocos meses de ser lanzado se convirtió en disco de oro tras vender más de 15 000 copias, siendo el primero de la banda en alcanzar dicha categoría.

## Historia
Luego del triunfo de la opción No en el plebiscito de 1988, Congreso compone y graba este disco, bajo el concepto de que sea encontrado en el futuro, con el propósito de rescatar y preservar los hechos ocurridos durante la dictadura militar en Chile, como los asesinatos y  la persecución política.
No obstante, no se trata de un disco político, ni propagandístico, sino de una auténtica obra de arte, que muestra temáticas que no pudieron ser expresadas en discos anteriores de forma tan directa, por lo cual es probablemente una verdadera catarsis musical, Según Francisco Sazo, el álbum "apunta a la capacidad de olvido de los latinoamericanos. El olvido para con los muertos, especialmente con los del último tiempo"
El grupo grabó dos videoclips en 1988: "Cacharpaya" y "En todas las esquinas" para presentar lo que ya se venía en el nuevo disco.

## Música y lírica
El concepto de esta nueva placa es dejar un vestigio para las generaciones del futuro, como el grupo expresó en una entrevista de 1989: "antes de que la bomba estalle".
Musicalmente, el disco toma elementos que van más allá del folclor chileno, acercándose al concepto de música total que el jazz fusión hegemonizaba por aquellos años, logrando con ello un estilo más internacional.
Sin embargo el uso de tales elementos desemboca en una propuesta sumamente auténtica, un excelente trabajo rítmico y armónico, pasajes envolventes que se apoderan del oyente, técnica y compositivamente soberbios. Es el mejor trabajo musical chileno de las últimas décadas y quizás para muchos el último antes de una decadencia del intelectualismo underground chileno sobreviviente del golpe y la consiguiente degradación cultural de los años 1990, pero al mismo tiempo el primero de su género desarrollado en Chile.
La composición "un sueño perdido" destaca por sus texturas y la perfecta amalgama entre el componente técnico y emotivo; "el trapecista" a pesar de ser un tema evidentemente popular abraza un profundo sentido intelectual, las incursiones en los ritmos afrocolombianos y la imponente presencia de la percusión se encuentran perfectamente equilibrados en la canción. 
En lo lírico, Sazo incorpora temáticas apocalípticas, que evocan todos los sentimientos reprimidos durante la dictadura militar durante la cual "ni siquiera podías tener una conversación abierta o intelectual en el metro sin temer. El tema "chatarras y cacerolas" rememora una época algo tácita en que el cacerolazo era el único medio de expresión política posible. El grupo aprovecha también, de reivindicar a los pueblos indígenas, a través del tema "Cacharpaya".
Uno de los puntos más altos del disco corresponde por una parte a "Para los arqueólogos del futuro" tema que adopta una mirada apocalíptica para reseñar con el sentido poético habitual el holocausto vivido por el pueblo chileno durante los años de la dictadura:
"...Nadie dormía cuando nos eliminaron, reconstruyan cuidadosos nuestras últimas pisadas, las claves del miedo en éstos, nuestros cuerpos enterrados..."
y cuyo estribillo es como un mantra que busca instalar en la memoria la identidad de todas las víctimas: "...Eramos, ni buenos ni malos, eramos, simples seres humanos..."
Este tema aprovecha por supuesto la profundidad del registro vocal de Sazo, la sólida base rítmica que proporciona Sergio González desde la batería, lo que permite el lucimiento de Jaime Atenas en el solo de saxo, muy bien matizado por el excelente dulcista que es Hugo Pirovic.
Y por otra parte está "En todas las esquinas" tema que tiene una parte cantada en Lingala y que se convirtió prácticamente en uno de los himnos de la banda. La canción que se introduce con los teclados inconfundibles del fallecido Jaime Vivanco que se mantienen como un leit motiv durante toda el tema, continúa con un diálogo permanente entre el saxo de Atenas y la Batería de González, en intervalos todos los integrantes toman instrumentos de percusión conformando una verdadera ceremonia ritual propia de todas la culturas del mundo, en el intermedio el bajo de Campos da el espacio para que Vivanco desarrolle una melodía cadenciosa que rompe con el ritmo de la canción y que concluye con un solo del talentoso bajista. La letra de la canción, tiene un sentido universalista haciendo un llamado a que en todas partes del mundo, desde el África de Mandela que empezaba a respirar nuevos aires hasta el Chile postplebicito, se viviera en libertad.

## Lista de canciones
1. El trapecista.
2. Un sueño perdido.
3. En todas las esquinas.
4. Para los arqueólogos del futuro.
5. Ese día...
6. Canción por encargo.
7. Chatarras y cacerolas.
8. Cacharpaya.
9. Hasta en los techos.
10. En la matiné.
11. Cumbia.

Textos: Francisco Sazo Música: Sergio "Tilo" González (excepto "Ese día..."; de Jaime Atenas)

## Integrantes
- Francisco Sazo: voz, textos
- Sergio "Tilo" González: composición, batería, percusión.
- Hugo Pirovic: flauta traversa, flauta dulce, voz.
- Jaime Atenas: saxo soprano, tenor.
- Ricardo Vivanco: marimba, kat, percusión.
- Fernando González: guitarra eléctrica y acústica.
- Jaime Vivanco: piano acústico, teclados.
- Patricio González: violoncelo, charango.
- Jorge Campos: bajo eléctrico, contrabajo.

- Coro de niños del colegio Jesualdo.
- Director: Juan Carlos Pérez.
- Voz de niño: Simón González.

- Datos: Q6060385